# Libra síria
Libra síria (árabe: الليرة السورية al-līra as-sūriyya, francês: livre syrienne) é a moeda da Síria, emitida pelo Banco Central da Síria (em árabe مصرف سورية المركزي). A libra é subdividida em 100 qirsh (árabe: قرش plural: قرشا ,قروش ,قرشان, qirshan, qirush, qirsha, piastras em português), embora moedas em piastras não são mais emitidas pelo Banco Central.
Antes de 1947, a inscrição árabe da palavra "qirsh" era escrita com a letra árabe inicial غ, depois da qual a palavra começava com ق. Até 1958, as notas eram emitidas com árabe no anverso e francês no reverso. Desde 1958, o inglês tem sido usado nos reversos, daí os três nomes diferentes para esta moeda. As moedas usavam árabe e francês até a independência, depois apenas árabe.